# Rue La Pérouse (Paris)
Pour les articles homonymes, voir Rue La Pérouse.
La rue La Pérouse est une voie du 16e arrondissement de Paris, en France.

## Situation et accès
La rue La Pérouse est une voie publique située dans le 16e arrondissement de Paris. Elle commence au 4, rue de Belloy et se termine au 65, avenue d’Iéna et au 5, rue de Presbourg. Elle est longue de 408 mètres et large de 12.
Le site est desservi par la ligne 6 aux stations Kléber et Boissière.

## Origine du nom

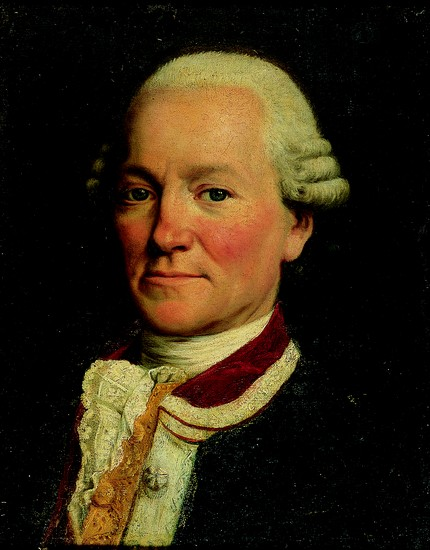
L’explorateur Jean-François de La Pérouse.

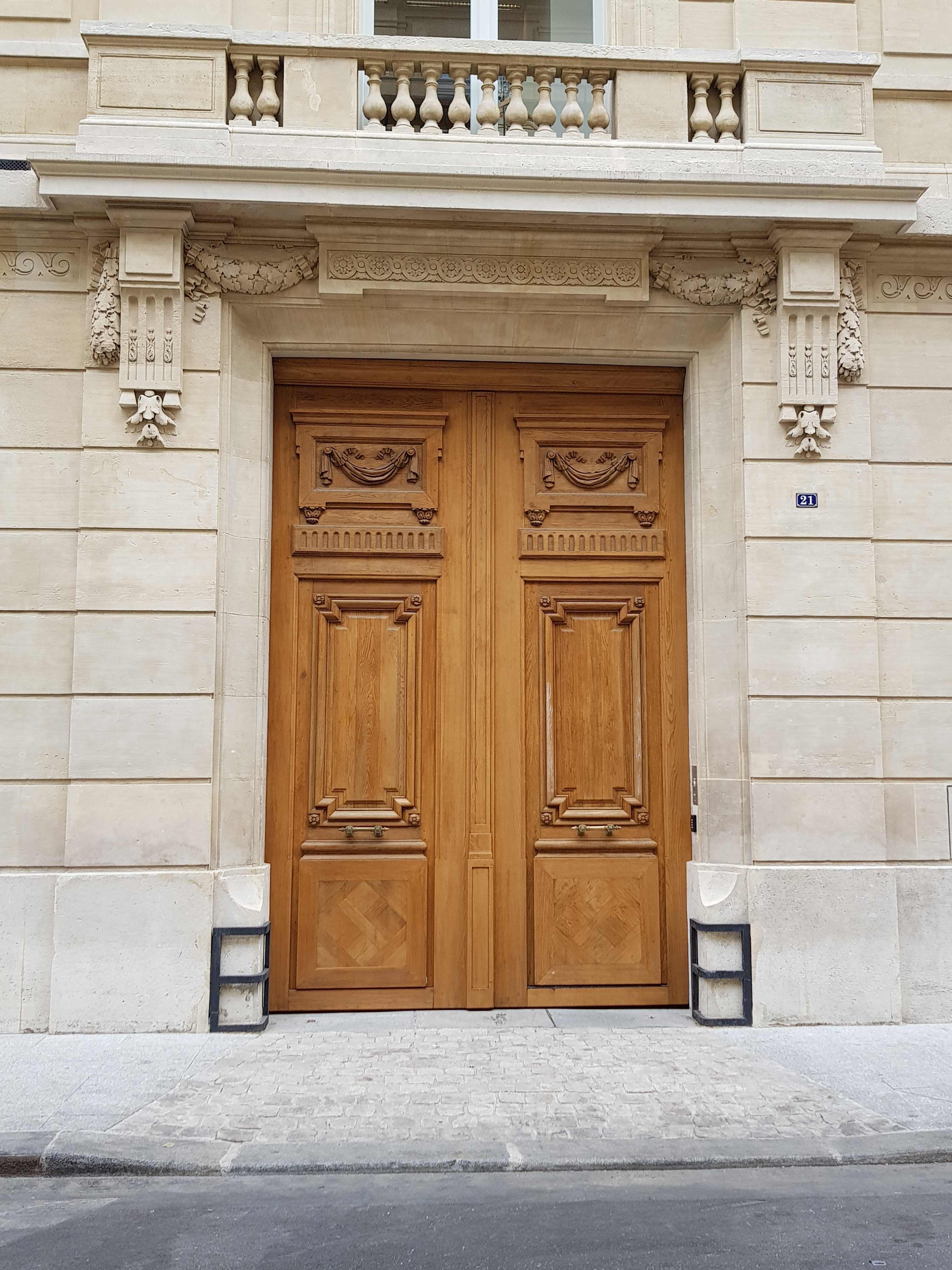
Entrée du no 21.

Elle est nommée en l'honneur du navigateur français Jean-François de La Pérouse (1741-1788).

## Historique
À l'origine, une ordonnance du Bureau des Finances du 16 janvier 1789 crée une percée entre l'actuelle place du Trocadéro et l'actuelle avenue Kléber puis, à partir de l'actuelle rue Belloy, par les rues La Pérouse et Dumont-d'Urville dans le cadre de la construction du mur d'octroi qui fut percé de la barrière de Neuilly, qui était située au carrefour des actuelles rues de Presbourg et de Tilsitt, et de la barrière des Bassins, qui était située au carrefour de l'actuelle rue de Belloy et de l'avenue Kléber.
Située à l'extérieur de l'ancien mur d'octroi, appelée « boulevard de Passy », cette voie de l'ancienne commune de Passy est rattachée à la voirie parisienne par un décret du 23 mai 1863 et prend sa dénomination actuelle par un décret du 2 mars 1864.

## Bâtiments remarquables et lieux de mémoire
- No 3 : Charles Vaudevire, résistant, mort en déportation, a vécu dans cet immeuble de 1941 à 1944 avec sa famille. Ingénieur, il travailla pour la société Radio Électrique, dont il devint le directeur. Dès le début de l’Occupation, il rejoignit le mouvement « Ceux de la Résistance », organisation proche des services secrets anglais. Il était spécialement chargé d’héberger les parachutistes, de transmettre par radio des messages à Londres et de l’instruction para-militaire des jeunes à la société française Radio Électrique. Il fut arrêté à son domicile en octobre 1943, emprisonné à Fresnes, déporté à Buchenwald en août 1944 et rapidement transféré au camp voisin de Dora, où il mourut d’épuisement le 26 février 1945[1].
- No 4 (démoli) : à cette adresse se trouvait un petit hôtel particulier dans lequel la demi-mondaine Laure Hayman (1851-1940) tenait l’un des salons les plus brillants de son temps, fréquenté, entre autres, par Marcel Proust, Paul Bourget et Jacques-Émile Blanche[2].
- No 27 : l'écrivain espagnol Miguel de Unamuno y a vécu de 1924 à 1925 : une plaque lui rend hommage.
- No 15 : Académie des sciences d'outre-mer.
- No 27 : l'homme d'État vénézuélien Antonio Guzmán Blanco y a vécu jusqu'à sa mort en 1899 : une plaque lui rend hommage.
- No 29 : un blockhaus (photo[3]) a été construit par les Allemands à ce niveau, près du Majestic, cet hôtel donnant sur l'avenue Kléber étant le quartier général allemand sous l'Occupation[4].
- Nos 34-36 : siège des éditions Hugo & Cie.
- No 40 : hôtel La Pérouse. L'hôtel s'inscrit parmi les lieux emblématiques du gaullisme de combat sous la Quatrième République. Lorsqu'il décide de fonder le RPF en avril 1947, le général de Gaulle s'enquiert de locaux disponibles pour abriter les instances du parti, mais aussi, pour lui, d'un lieu de séjour à Paris. Le choix de l'hôtel lui a été conseillé par le colonel Rémy[5].

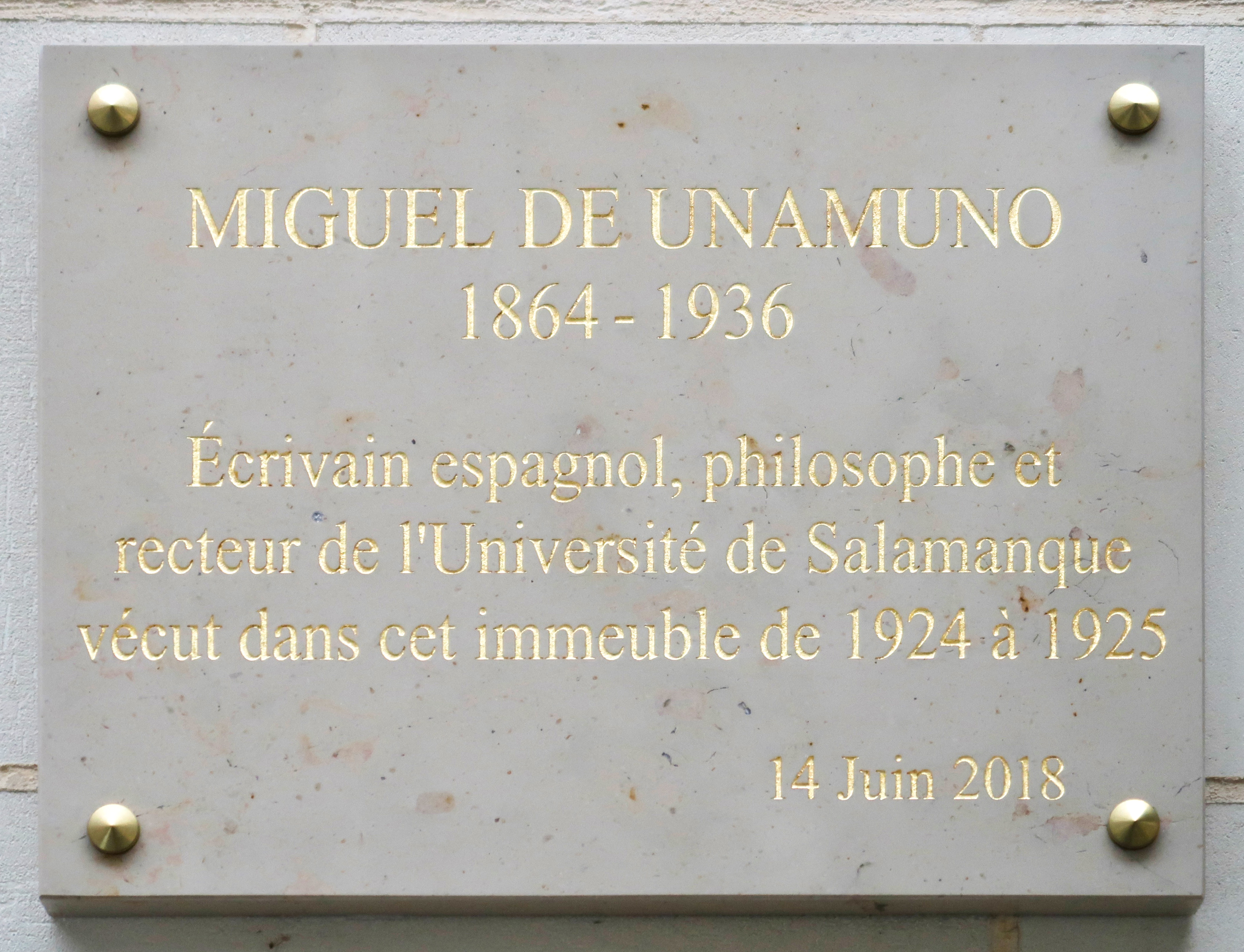
Plaque au no 27.
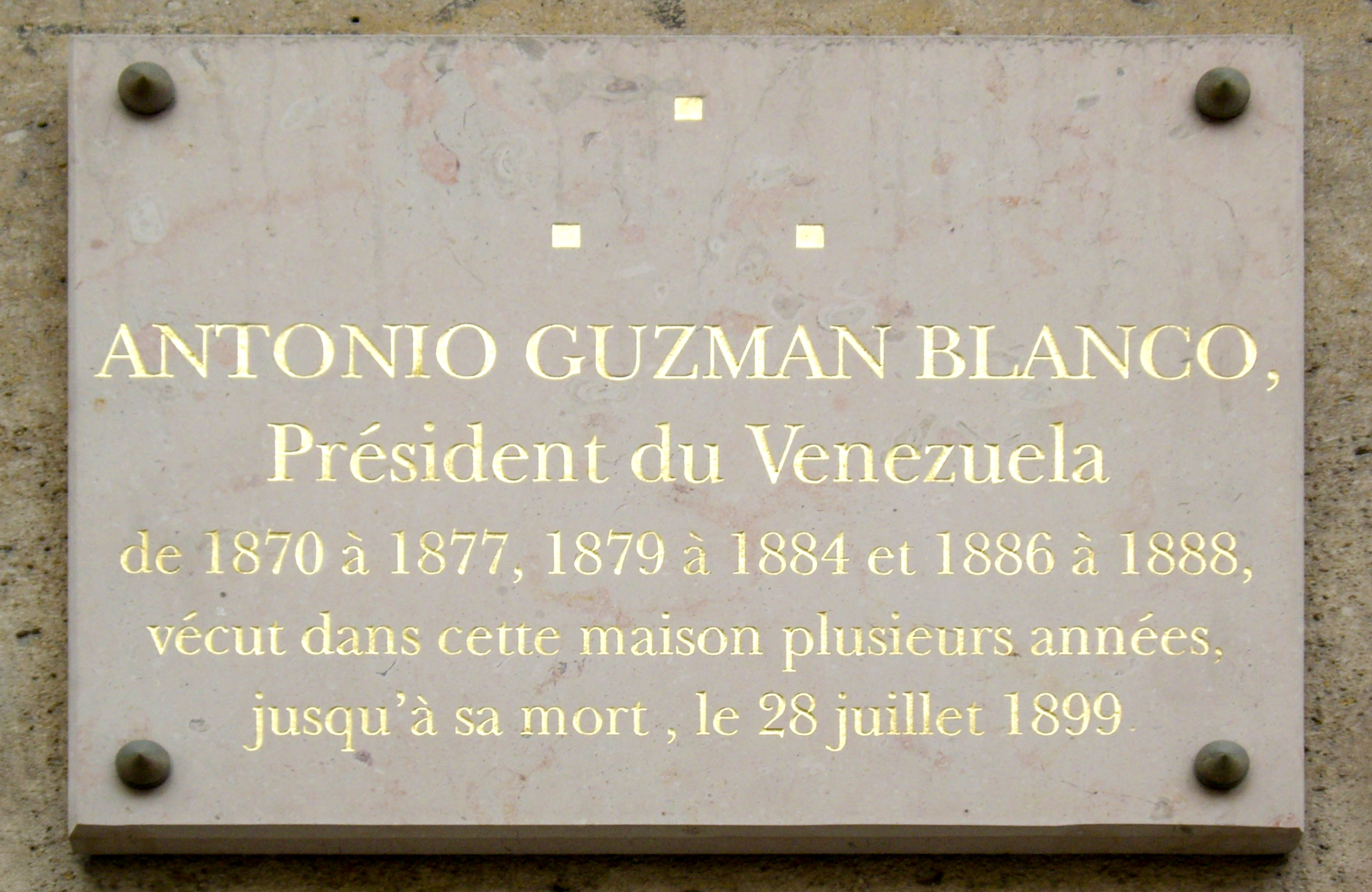
Plaque au no 27.
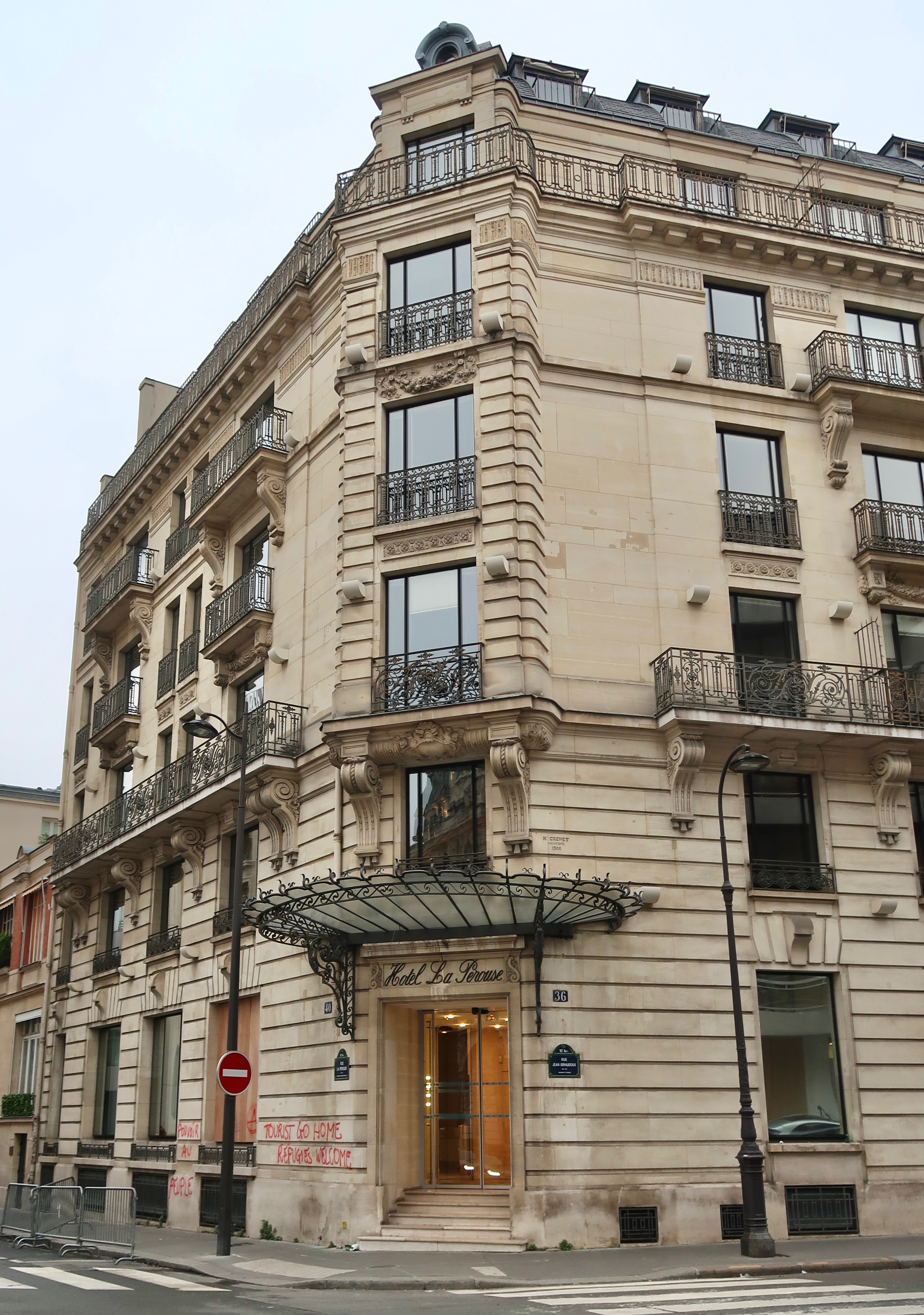
Hôtel La Pérouse, lieu emblématique du gaullisme sous la IVe République, au no 40.